# Place Henri Simon
La place Henri Simon est une place liégeoise du quartier du Laveu jouxtant la rue des Wallons.

## Situation et description
Cette place, la seule du quartier du Laveu avec la place des Wallons, se situe sur les hauteurs de ce quartier et épouse l'extérieur d'un virage en épingle à cheveux de la rue des Wallons. La place compte une vingtaine d'habitations s'articulant autour d'un espace pavé, dallé, pourvu de bancs, se resserrant vers la rue Gustave Thiriart. Un escalier (le passage Albert Van den Berg) permet la descente vers la rue du Laveu et la rue Comhaire.

## Histoire
Cette place a été créée en 1928 et réaménagée en 2015. 

## Odonymie
La place rend hommage à Henri Simon, né à Liège en 1856 et mort à Sprimont en 1939, académicien belge et l'un des écrivains de langue wallonne les plus connus.

## Voies adjacentes
- Rue des Wallons
- Rue Gustave Thiriart
- Passage Albert Van den Berg (escalier)